# Diocesi di Moramanga
La diocesi di Moramanga (in latino: Dioecesis Moramangana) è una sede della Chiesa cattolica in Madagascar suffraganea dell'arcidiocesi di Toamasina. Nel 2021 contava 187.400 battezzati su 535.820 abitanti. È retta dal vescovo Rosario Saro Vella, S.D.B.

## Territorio
La diocesi comprende parte della regione centro-orientale del Madagascar.
Sede vescovile è la città di Moramanga, dove si trova la cattedrale del Sacro Cuore di Gesù.
Il territorio è suddiviso in 12 parrocchie.

## Storia
La diocesi è stata eretta il 13 maggio 2006 con la bolla Cum esset petitum di papa Benedetto XVI, ricavandone il territorio dalla diocesi di Ambatondrazaka. Originariamente era suffraganea dell'arcidiocesi di Antananarivo.
Il 26 febbraio 2010 è entrata a far parte della provincia ecclesiastica dell'arcidiocesi di Toamasina.

## Cronotassi dei vescovi
Si omettono i periodi di sede vacante non superiori ai 2 anni o non storicamente accertati.
- Gaetano Di Pierro, S.C.I. (13 maggio 2006 - 3 marzo 2018 nominato vescovo di Farafangana)
- Rosario Saro Vella, S.D.B., dall'8 luglio 2019

## Statistiche
La diocesi nel 2021 su una popolazione di 535.820 persone contava 187.400 battezzati, corrispondenti al 35,0% del totale.
| anno | popolazione | popolazione | popolazione | presbiteri | presbiteri | presbiteri | presbiteri                | diaconi | religiosi | religiosi | parrocchie |
| anno | battezzati  | totale      | %           | numero     | secolari   | regolari   | battezzati per presbitero | diaconi | uomini    | donne     | parrocchie |
| ---- | ----------- | ----------- | ----------- | ---------- | ---------- | ---------- | ------------------------- | ------- | --------- | --------- | ---------- |
| 2006 | 110.000     | 348.170     | 31,6        | 17         | 4          | 13         | 6.470                     |         | 18        | 67        | 3          |
| 2012 | 180.100     | 465.000     | 38,7        | 23         | 4          | 19         | 7.830                     |         | 85        | 81        | 9          |
| 2013 | 183.500     | 475.500     | 38,6        | 24         | 5          | 19         | 7.645                     |         | 76        | 78        | 9          |
| 2016 | 173.000     | 495.000     | 34,9        | 22         | 2          | 20         | 7.863                     |         | 87        | 78        | 9          |
| 2019 | 182.360     | 517.490     | 35,2        | 25         | 6          | 19         | 7.294                     |         | 87        | 80        | 9          |
| 2021 | 187.400     | 535.820     | 35,0        | 32         | 5          | 27         | 5.856                     |         | 94        | 80        | 12         |